# 诺埃尔·弗里曼
诺埃尔·弗里曼（英語：Noel Freeman，1938年12月24日—），澳大利亚男子田径运动员。他曾代表澳大利亚参加1960年和1964年夏季奥林匹克运动会田径比赛，其中1960年奥运会获得一枚银牌。